# Balsamin-slægten
Slægten Balsamin (Impatiens) er udbredt i Europa, Asien, Afrika og Nordamerika. Det er stauder eller enårige urter med modsatte blade uregelmæssigeblomster og opspringende kapsler. Her omtales kun de arter, som er vildtvoksende i Danmark, eller som dyrkes her.
| Vildtvoksende danske arter |

- Kæmpebalsamin (Impatiens glandulifera) – forvildet fra dyrkning og nu invasiv
- Småblomstret balsamin (Impatiens parviflora) – indslæbt, oprindeligt fra Himalaya
- Springbalsamin (Impatiens noli-tangere) – eneste helt hjemmehørende art

| Dyrkede arter |

- Flittiglise (Impatiens walleriana)